# 木川東
木川東（きかわひがし）は、大阪府大阪市淀川区にある町名。現行行政地名は木川東一丁目から木川東四丁目。

## 地理
淀川区の南東部に位置し、東に西中島、西に木川西、北の西側に三国本町、東側に西宮原、川を挟んで南に北区と接している。

### 河川
- 淀川

## 世帯数と人口
2019年（令和元年）9月30日現在の世帯数と人口は以下の通りである。
| 丁目         | 世帯数    | 人口    |
| ------------ | --------- | ------- |
| 木川東一丁目 | 853世帯   | 1,470人 |
| 木川東二丁目 | 1,338世帯 | 2,262人 |
| 木川東三丁目 | 782世帯   | 1,236人 |
| 木川東四丁目 | 1,783世帯 | 3,113人 |
| 計           | 4,756世帯 | 8,081人 |

### 人口の変遷
国勢調査による人口の推移。
| 1995年（平成7年）  | 7,127人 | [ 5 ] |  |
| 2000年（平成12年） | 7,157人 | [ 6 ] |  |
| 2005年（平成17年） | 7,413人 | [ 7 ] |  |
| 2010年（平成22年） | 7,388人 | [ 8 ] |  |
| 2015年（平成27年） | 7,819人 | [ 9 ] |  |

### 世帯数の変遷
国勢調査による世帯数の推移。
| 1995年（平成7年）  | 3,264世帯 | [ 5 ] |  |
| 2000年（平成12年） | 3,570世帯 | [ 6 ] |  |
| 2005年（平成17年） | 3,750世帯 | [ 7 ] |  |
| 2010年（平成22年） | 3,907世帯 | [ 8 ] |  |
| 2015年（平成27年） | 4,130世帯 | [ 9 ] |  |

## 学区
市立小・中学校に通う場合、学区は以下の通りとなる。なお、小学校・中学校入学時に学校選択制度を導入しており、通学区域以外に淀川区にある以下の通学区域に隣接する校区にある小学校・中学校から選択することも可能。
| 丁目         | 番                    | 小学校               | 中学校             |
| ------------ | --------------------- | -------------------- | ------------------ |
| 木川東一丁目 | 全域                  | 大阪市立木川南小学校 | 大阪市立十三中学校 |
| 木川東二丁目 | 2番 11～13番 20〜21番 | 大阪市立木川南小学校 | 大阪市立十三中学校 |
| 木川東二丁目 | 1番 3～10番 14～19番  | 大阪市立木川小学校   | 大阪市立十三中学校 |
| 木川東三丁目 | 全域                  | 大阪市立木川小学校   | 大阪市立十三中学校 |
| 木川東四丁目 | 全域                  | 大阪市立木川小学校   | 大阪市立十三中学校 |

## 事業所
2016年（平成28年）現在の経済センサス調査による事業所数と従業員数は以下の通りである。
| 丁目         | 事業所数  | 従業員数 |
| ------------ | --------- | -------- |
| 木川東一丁目 | 35事業所  | 241人    |
| 木川東二丁目 | 80事業所  | 1,047人  |
| 木川東三丁目 | 87事業所  | 1,242人  |
| 木川東四丁目 | 124事業所 | 1,320人  |
| 計           | 326事業所 | 3,850人  |

## 交通
- 大阪府道16号大阪高槻線（淀川通）

## 施設
- 大阪国税局 東淀川税務署
- 大阪市消防局 淀川消防署
- 大阪市立木川小学校
- 大阪市立木川南小学校
- 淀川木川東郵便局
- スーパー玉出 淀川店
- ライフ 十三東店

## その他

### 日本郵便
- 〒532-0012[3]（集配局：淀川郵便局[13]）